# Giuseppe D'Angelo
Pour les articles homonymes, voir D'Angelo.
Giuseppe D'Angelo (Calascibetta, 15 novembre 1913 – Rome, 18 décembre 1991) est un homme politique italien, président de la Région sicilienne de 1961 à 1964.

## Biographie

### Premiers engagements
Après ses études classiques, il est docteur en philosophie. Professeur, il est officier d'infanterie pendant la Seconde Guerre mondiale, et devient en 1944 le référent des vétérans de guerre de la province d'Enna.  
Proche des autorités ecclésiastiques locales, il milite à la Démocratie chrétienne après un bref passage au sein du Parti d'action après la guerre.  
Maire de Calascibetta, il est élu au collège d'Enna, avec 5416 voix, sur la liste des démocrates-chrétiens lors des premières élections à l'Assemblée régionale sicilienne, en 1947. Il est immédiatement devenu ministre régional chargé de l'alimentation de la junte Giuseppe Alessi. Dans les gouvernements ultérieurs, il est responsable des travaux publics, puis du tourisme durant la deuxième législature (1951-1955).
Durant la troisième législature, réélu avec 18 168 voix, il est ministre à l'administration civile jusqu'à la dissidence de Silvio Milazzo qui prend la présidence et l'envoie dans l'opposition. En tant que secrétaire régional de la DC, il devient le premier adversaire de l'« expérience Milazzo ».

### Président de la Région sicilienne
Il se rapproche de la gauche de son parti et prend la présidence de la région après la chute de Milazzo, le 9 septembre 1961, à la tête du premier gouvernement sicilien — et même italien — unissant la DC au PSI. Fruit d'un accord officieux entre les secrétariats nationaux DC, PSI, PSDI et PRI, le gouvernement est formé par Giuseppe D'Angelo et le socialiste Salvatore Lauricella, suivant le souhait d'Aldo Moro et Pietro Nenni, avec une majorité quadripartite de centre-gauche, excluant le PCI, la droite et les milazzistes. Ce 13e gouvernement régional est composé de 6 démocrates-chrétiens, 2 socialistes, 1 PSDI, 1 PRI et 1 gauche indépendante et reçoit étonnamment le consentement du cardinal Ruffini, féroce adverse des forces de gauches. Cette junte de centre gauche est pour D'Angelo l'unique moyen de contrer le malgoverno et les problèmes socioéconomiques siciliens.  
Il dirige six gouvernements, dont seul le premier dure près d'un an. En juillet 1962, son premier gouvernement de centre-gauche est mis en minorité lors d'un vote de confiance sur le projet de budget et démissionne. Le deuxième vit trois mois, le troisième se maintient jusqu'à la fin de la législature. Son quatrième, formé à l'issue des élections régionales de juin 1963, chute dès août, après le vote surprise contre le projet de douzième provisoire des socialistes, favorables à la collaboration avec le PC, mais est réélu dans le même composition.
Salué pour sa droiture et son intransigeance, ce « démocrate chrétien qui défia la mafia » travaille, comme président de la région sicilienne, à la moralisation de la vie publique et tente de contrer l'influence de la mafia en s'opposant aux agents de recouvrement privés des cousins Salvo et en imposant à son parti l'instauration d'une Commission parlementaire antimafia nationale pour pallier l'insuffisance de la commission régionale créée par Giuseppe Alessi, création approuvée par l'Assemblée sicilienne le 30 mars 1962 grâce aux voix du PSI et du PCI. Menacé par la mafia, il doit la vie sauve au chef de la mafia de la province d'Enna qui s'oppose à son meurtre. 
Il s'attaque également à la So.Fi.S. (Società per il finanziamento dello sviluppo in Sicilia) dirigée par l'entrepreneur milazziste Domenico La Cavera, lance une série d'inspections administratives, notamment contre les municipalités de Palerme et Agrigente, affronte les propriétaires terriens et miniers. Il est proche du président d'Eni, Enrico Mattei, à qui il concède un allègement des redevances pour l'exploitation des hydrocarbures siciliens et avec qui il inaugure en octobre 1962, à Gagliano Castelferrato, un nouveau champ de méthane.
Autour de lui, un groupe de démocrates-chrétiens animent le journal Sicilia domani, qui défend les positions antimafia et le renouvellement des  dirigeants démocrates-chrétiens. Il soutient l'émergence de nouvelles figures dans son parti, venue notamment de la classe moyenne, comme Calogero Mannino, Giuseppe Campione, Rosario Nicolosi, Calogero Pumilia… Mais, affaibli par la montée en puissance des jeunes Turcs fanfaniens en Sicile (Gioia et Lima notamment) et par le départ d'Aldo Moro du secrétariat de la DC, la dernière junte D'Angelo doit démissionner le 4 août 1964, remplacé par le contre-réformiste Francesco Coniglio.

### Fin de carrière
En 1966, redevenu simple député régional, il propose de créer un système public de perception des impôts mais la pression des cousins Salvo fait échouer le vote de la loi. 
Il n'est pas réélu aux élections régionales de 1967 payant son opposition contre la mafia par la perte de 10 000 voix en une législature. Il devient président de l'Autorité minière sicilienne (EMS), puis de la Siciliana gas, la société régionale pour la méthanisation.
Giuseppe D'Angelo poursuit son engagement contre l'affairisme en Sicile, avec Vito Scalia et la CISL, à travers le journal Sicilia Domani, puis entre 1970 et 1972 comme secrétaire de la DC sicilienne, grâce aux soutiens du courant morotei qu'il représente avec Piersanti Mattarella, et des membres de la CISL conduit par Vito Scalia, malgré la montée en puissance de Salvo Lima. À cette époque, après l'élection à la présidence de la Sicile d'Angelo Bonfiglio, il refuse la proposition de quelques conseillers démocrates chrétiens de revenir pour diriger les députés siciliens.